# Flamouriá
Flamouriá är en ort i Grekland.   Den ligger i prefekturen Nomós Péllis och regionen Mellersta Makedonien, i den norra delen av landet, 300 km norr om huvudstaden Aten. Flamouriá ligger 316 meter över havet och antalet invånare är 661.
Terrängen runt Flamouriá är lite bergig. Runt Flamouriá är det ganska tätbefolkat, med 83 invånare per kvadratkilometer. Närmaste större samhälle är Édessa, 6,1 km norr om Flamouriá. 